# Jack Holiday
Jack Holiday, pseudonimo di Christian Korcan (Zurigo, 11 marzo 1982), è un disc jockey e produttore discografico svizzero.
È considerato una figura rinomata nella musica house svizzera ed è noto per le sue collaborazioni con Mike Candys e Christopher S. I tre hanno stretto una partnership in modo simile alla Swedish House Mafia.

## Biografia
Ha raggiunto il successo a livello europeo con "Insomnia", in collaborazione con Mike Candys. Il remix di Mike Candys e Jack Holiday è stato tra i primi 10 singoli più venduti in Francia e nei paesi del Benelux nel 2011.
Sulla base di quel successo, Jack Holiday ha pubblicato altri singoli come "Raise Your Hands" che ha raggiunto la vetta delle classifiche dance francesi e "Love For You" che è stato presentato su Fun Radio.

## Discografia

### Singoli
- 2009 – Insomnia (con Mike Candys)
- 2012 – Children 2012 (con Mike Candys)
- 2012 – The Riddle Anthem (con Mike Candys)
- 2018 – The Riddle Anthem (riedizione) (con Mike Candys)